# Stazione di Airuno
Stazione di Airuno vasútállomás Olaszországban, Lombardia régióban, Airuno településen.

## Vasútvonalak
Az állomást az alábbi vasútvonalak érintik:
- Lecco–Milánó-vasútvonal

## Kapcsolódó állomások
A vasútállomáshoz az alábbi állomások vannak a legközelebb:
- Stazione di Calolziocorte-Olginate (Stazione di Lecco, Lecco–Milánó-vasútvonal, észak, S8)
- Stazione di Olgiate-Calco-Brivio (stazione di Milano Porta Garibaldi superficie, Stazione di Milano Centrale, Lecco–Milánó-vasútvonal, dél, S8)